# Cesare Beccaria
Cesare, marquis af Beccaria-Bonesana (født 15. marts 1738 i Milano, død 28. november 1794) var en italiensk filosof og politiker, der mest er kendt for sin afhandling Dei delitti e delle pene (Om forbrydelse og straf) (1764), som talte imod brugen af tortur og dødsstraffe, og var et grundlæggende værk indenfor pønologien.

## Fødsel og uddannelse
Beccaria blev født i Milano og uddannet på Jesuiterordenens skole i Parma. I begyndelsen udviste han en stor færdighed indenfor matematikken, men efter at have studeret Montesquieu vendte han sin interesse mod økonomien. Hans første udgivelse, i 1762, var en afhandling om det rod i pengevæsenet der fandtes i det milanesiske hertugdømme sammen med et forslag til en løsning. På dette tidspunkt grundlagde Beccaria, sammen med brødrene Alessandro og Pietro Verri foruden en del andre unge mænd fra Milanos adel et litterært selskab som blev kaldt "L'Accademia dei pugni" (Næve-akademiet), et ironisk navn der gjorde grin med de indspiste akademier der florerede i Italien.'

## Udgivelser

### Om forbrydelse og straf
Verri brødrene og Beccaria grundlagde en vigtig kulturreformistisk bevægelse der var centreret om deres tidsskrift Il Caffè, som begyndte at udkomme i sommeren 1764 og omkring to år frem, og var inspireret af Joseph Addison og Richard Steeles litterære magasin The Spectator og lignende blade. Il Caffè repræsenterede en helt ny kulturel bevægelse in Norditalien. Med deres oplysningstids retorik og deres balancegang mellem emner af socialpolitisk og litterær karakter formåede de at vække de uddannede klassers interesse i Italien og introducerede samtidens nye tanker som de blev formuleret af filosoffer som Voltaire og Denis Diderot.
I 1764 udgav Beccaria en kort men vidt berømmet afhandling Dei delitti e delle pene ("Om forbrydelse og staf"), som markerede den milanesiske oplysningstids højdepunkt. I denne afhandling fremkom Beccaria med nogle af tidens første filosofiske argumenter mod anvendelsen af dødsstraffen. Hans afhandling var også det første værk om pønologien, og talte for en reform af strafferetsvæsenet. Bogen var den første som talte for at retsvæsenet skulle udarbejdes efter rationelle principper. Bogen er mindre teoretisk end Hugo Grotius, Samuel von Pufendorf og andre lignende tænkeres værker og er lige så meget et kampskrift som et teoretisk videnskabeligt værk. I skriftet viser Beccaria de oplysningstanker som fandtes i Il Caffè gruppen, der prøvede at skabe reformer igennem filosofisk diskurs. Bogens alvorlige emne bliver frembragt med en klar og livlig stil, der er baseret i forfatterens dybe humanisme og visheden om det presserende behov for at sætte en stopper for et uretfærdigt system. Beccaria argumenterede også imod brugen af tortur i det han mente at det var grusomt og unødvendigt at anvende det overfor andre mennesker.
Bogen udkom i 6. oplag indenfor 18 måneder. Den blev oversat til fransk af André Morellet i 1766 og udgivet med en anonym kommentar af Voltaire. Der udkom en engelsk udgave i 1767, og det blev foruden oversat til en mængde andre sprog.
Bogen blev læst af tidens oplysningstænkere så langt væk som i Nordamerika af bl.a. John Adams og Thomas Jefferson.

## Politik og senere liv
Beccarias principper var baseret på fornuften, opfattelsen af staten som en form for kontrakt der er indgået af dens borgere , og først og fremmest, Utilitarismens princip, den største lykke for det størst mulige antal. Beccaria havde udviklet dette princip i samarbejde med Pietro Verri, og havde stor indflydelse på Jeremy Benthams arbejde med at udforme princippet til en selvstændig filosofisk retning.
Foruden at fordømme dødsstraffen (af to grunde: den første at staten ikke har retten til at tage en borgers liv, den anden at dødsstraffen ikke er en konstruktiv eller anvendelig form for straf), udviklede Beccaria i sin afhandling en mængde innovative og højst indflydelsesrige principper: straf skulle have en præventiv virkning og ikke være en funktion af hævn; retshandlinger skulle være offentlige; og endelig, hvis en straf skulle være effektiv skulle den falde kort tid efter forbrydelsen.
Sammen med Verri brødrene rejste Beccaria til Paris, hvor han blev varmt modtaget af de franske oplysningsfilosoffer.
I november 1768, blev Beccaria udnævnt til professor i jura og økonomi på Palatiner-universitetet i Milano, en stilling der var oprettet specifikt med ham for øje. Hans forelæsninger om statsøkonomi var baseret på en streng utilitarisme, og var som sådan i overensstemmelse med den engelske økonomiske skole. Forelæsningerne blev senere posthumt udgivet. Beccaria formåede aldrig at udgive en klassiker på højde med Dei Delitti e Delle Pene, han forsøgte flere gange med skriftlige arbejder, men ud over et lille værk om litterær stil, nåede han aldrig at færdiggøre dem.
I 1771, blev Beccaria medlem af Milanos højeste økonomiske råd; og i 1791 blev han udnævnt til det udvalg som skulle reformere lovsamlingen. Han formåede her at yde en værdifuld indsats. Han døde i Milano.
Hans datter Giulia var mor til Alessandro Manzoni, en berømt italiensk romanforfatter og digter som bl.a. skrev I Promessi Sposi, en af de første italienske historiske romaner og Il 5 Maggio, et digt om Napoleon's død.